# 青春差館
《青春差館》是1985年上映的一部香港喜劇電影，由邱家雄執導，梅艷芳、梁朝偉、呂方、曾華倩等主演。劇情圍繞一班年青警察在破獲人蛇集團過程中鬧出的搞笑故事。

## 角色
| 演 員  | 角 色  | 備註                                                                     |
| 梅艷芳 | 溫柔英 | 警隊裡的組長 梁小寶、芝麻糊之上司 與梁小寶互生情愫，後為其妻             |
| 梁朝偉 | 梁小寶 | 溫柔英之下屬，後為其夫 芝麻糊之同事兼好友 曾喜歡阿玉，後幫助芝麻糊追求其 |
| 呂方   | 芝麻糊 | 喜歡阿玉，後為其男友 溫柔英之下屬兼好友 梁小寶之同事兼好友               |
| 曾華倩 | 阿玉   | 臥底 被芝麻糊暗戀，後為女友 曾被梁小寶暗戀                               |
| 張衛健 | 藍霹靂 |                                                                          |
| 林立三 |        |                                                                          |
| 秦煌   |        |                                                                          |
| 仙杜拉 |        |                                                                          |
| 梁潔華 |        |                                                                          |
| 趙良駿 |        |                                                                          |
| 吳家麗 |        |                                                                          |
| 陳庭威 |        |                                                                          |
| 黃一飛 |        |                                                                          |
| 馮敬文 |        |                                                                          |
| 曾楚霖 |        |                                                                          |
| 駱恭   |        |                                                                          |
| 鄭家生 |        |                                                                          |

## 製作
電影拍至尾聲時，當時年僅26歲的翁美玲自殺逝世，與其相熟的梅艷芳心情非常低落，而梁朝偉更在扶靈名單之中，使得拍攝氣氛頓時變得低迷。由於男女主角情緒不穩，製作方無奈決定暫時停工讓他們休假收拾情緒。

## 電影歌曲

### 主題曲
| 歌名             | 演唱者 | 作曲   | 填詞   |
| 〈開心每一分秒〉 | 呂方   | 黎小田 | 鄧偉雄 |

## 外部連結
- 香港影庫上《青春差館》的資料（繁體中文）
- 互联网电影数据库（IMDb）上《青春差館》的资料（英文）